# Johann Heinrich Schubert

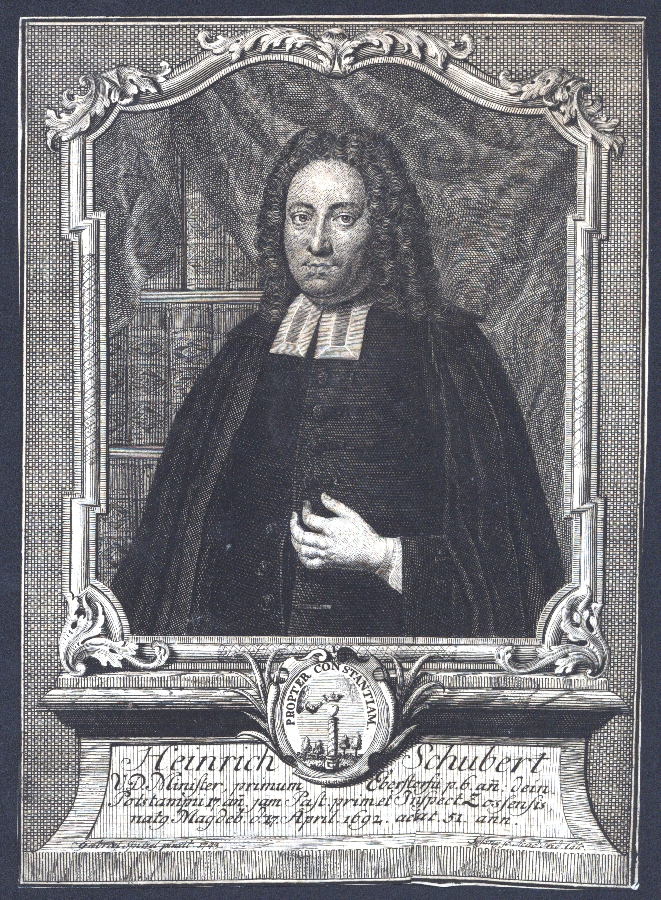
Johann Heinrich Schubert

Johann Heinrich Schubert (meist Heinrich Schubert; * 27. Februar 1692 in Magdeburg; † 1757 in Zossen) war ein pietistischer Prediger in Ebersdorf und Potsdam und Superintendent in Zossen.

## Leben
Heinrich Schubert studierte in Halle evangelische Theologie bei August Hermann Francke, dem führenden Vertreter des Pietismus, mit dem er bis zu dessen Tod in Kontakt stand. 1715 (oder 1718) wurde er Informator (Hauslehrer) bei Graf Heinrich XXIV. Reuß in Köstritz. 1720 wurde Schubert Hofdiaconus bei dessen Cousin Graf Heinrich XXIX. Reuß in Ebersdorf im Vogtland und ein Jahr später Hofprediger. Die Gemeinde machte in diesem Jahr einen starken Eindruck auf den jungen Grafen Nikolaus Ludwig von Zinzendorf, der sich davon bei der Gründung der Herrnhuter Brüdergemeine inspirieren ließ und im darauffolgenden Jahr von Schubert in Ebersdorf auch getraut wurde. In den folgenden Jahren kam es jedoch zu Spannungen mit der Mutter des Grafen Erdmuthe Benigna Reuß, der Schuberts Auftreten zu herrisch und geistlich rigoros war. Auch Zinzendorf äußerte sich zunehmend kritisch, während der junge Hofstaat und besonders die Gräfin Theodora ihm sehr dankbar gegenüberstanden.
1726 wurde Schubert nach Potsdam an die neu errichtete Heiligengeistkirche berufen, wo er lutherischer Prediger neben einem reformierten Kollegen wurde. Von der Einweihungspredigt war König Friedrich Wilhelm sehr berührt. 1750 wurde Schubert Inspector (Superintendent) in Zossen, wo er auch 1757 starb.
Von Johann Heinrich Schubert sind einige Bände mit Predigten gedruckt worden, die eine größere Verbreitung fanden.